# Lebel-sur-Quévillon
Lebel-sur-Quévillon – miasto w Kanadzie, w prowincji Quebec, w regionie Nord-du-Québec.
Lebel-sur-Quévillon to miasto przemysłowe, którego istnienie wiąże się ze zbudowaniem w latach sześćdziesiątych dwudziestego wieku fabryki firmy Domtar Inc. Fabryka ta została zamknięta w 2006 roku, przez co wiele ludzi zamieszkujących miasto zostało pozbawionych pracy.
Liczba mieszkańców Lebel-sur-Quévillon wynosi 2 729. Język francuski jest językiem ojczystym dla 98,5%, angielski dla 1,1% mieszkańców (2006).